# ETel
Die eTel Group, kurz eTel, war ein irisches Telekommunikationsunternehmen mit Tochterfirmen in Tschechien, Ungarn, Polen und der Slowakei. Das 1999 in Dublin gegründete Unternehmen bietet unter anderem Telefonie- und Internetzugangsdienstleistungen, Webhosting und Server-Housing an.
Am 20. Dezember 2006 gab die Telekom Austria die Übernahme der eTel Group für rund 90 Millionen Euro bekannt. Am 12. April 2007 wurde bekannt gegeben, dass die Wettbewerbsbehörden dem im Dezember 2006 vereinbarten Erwerb von 100 % des Grundkapitals der operativen Gesellschaften der eTel zugestimmt hatte, nachdem die Telekom Austria einige Selbstverpflichtungen eingegangen war.  Diese Selbstverpflichtungen betrafen vor allem Infrastruktur der eTel Austria, wie den Verkauf eines Glasfaserringes und die Rückgabe von WLL-Frequenznutzungsrechten.
Die Telekom Austria gab des Weiteren bekannt, dass kein Abbau von Mitarbeitern geplant sei und die Marke eTel weitergeführt werde. Im Januar 2008 wurde der Verkauf der eTel-Tochtergesellschaften in Polen und Ungarn bekannt.

## eTel in Österreich

Firmenlogo

Die eTel Austria AG war 2006 mit etwa 225 Mitarbeitern und 225.000 Kunden viertstärkster Telekommunikationsanbieter in Österreich. eTel Austria AG existiert seit Mitte 2008 nicht mehr, sondern ist gesellschaftsrechtlich ein Unternehmensteil der Telekom Austria. Lediglich einige Produktnamen für bereits bestehende Produkte werden unter der Bezeichnung eTel weitergeführt.
Durch die Übernahme zahlreicher Unternehmen, zuletzt EUnet und yc:net works, konnte das Unternehmen seinen Kundenstand und Einfluss auf dem österreichischen Markt ausbauen. eTel Austria wurde 2007 von der Telekom Austria zu 100 % aufgekauft. Die endgültige gesellschaftsrechtliche Verschmelzung von eTel in die Telekom Austria erfolgte im Mai 2008, wodurch sich auch die Firmenanschrift auf Telekom Austria änderte. Die Marke eTel ist zwar noch vorhanden, jedoch werden von eTel nur noch Produkte und Dienstleistungen der Telekom Austria angeboten. Zahlreiche bisher für Altkunden weiter verfügbare eTel Festnetzprodukte wurden mit 15. August 2008 eingestellt.

### Ehemalige Produkte und Dienstleistungen im Detail
- Festnetz und Mobiltelefonie (im Netz von one) sowie Voice over IP
- ADSL, SDSL, Standleitungen, Dial-Up
- Individuelle Datenlösungen für Geschäftskunden und Branchenlösungen
- VPN (Unternehmensvernetzung für mehrere Standorte und Einbindung von Filialen)
- Lösungen für bargeldlosen Zahlungsverkehr (Cash Solutions)
- Webhosting und Server-Housing
- Storage- und Security-Lösungen

### Vorstandsmitglieder
Achim Kaspar:
Seit der Übernahme durch den neuen Eigentümer Telekom Austria wurde Achim Kaspar als Vorstand der ehemaligen eTel Austria AG bestellt und übt die Sprecherfunktion aus.
Anton Schwarz:
Wurde mit 26. April 2007 vom Eigentümer, Telekom Austria AG, als Vorstand der ehemaligen eTel Austria AG bestellt.